# SMIC
Semiconductor Manufacturing International Corporation (SMIC) — китайская компания, занимающаяся производством микроэлектроники, крупнейшая микроэлектронная компания континентального Китая.
Компания зарегистрирована на Каймановых островах, штаб-квартира расположена в Шанхае (КНР). Основана в 2000 году.
Компания в настоящее время имеет наиболее передовое и развитое производство чипов в Китае: она производит СБИС по техпроцессам от 7 нм и начала рисковое производство по 7-нм техпроцессу в конце 2020 года.
На мощностях SMIC реализуются проекты Huawei, Qualcomm, Broadcom, Texas Instruments.

## История
SMIC была основана Ричардом Чжан Цзуинем (кит. 張汝京) в апреле 2000 года.
IPO на Гонконгской и Нью-Йоркской фондовых биржах было проведено в 2004 году.
В мае 2019 года SMIC ушла с американских фондовых площадок, как и многие эмитенты из КНР, ввиду американских санкций (американские власти рекомендовали поставщикам воздержаться от сотрудничества с этой китайской компанией, поскольку её подозревают в обслуживании китайских оборонных заказов, сама SMIC эти обвинения опровергает).
Выручка SMIC по итогам 2021 года составила $5,44 млрд, чистая прибыль — $1,7 млрд. Оба показателя являются рекордными для компании.

## Деятельность
Выручка компании за 2022 год составила 7,27 млрд долларов, её распределение по регионам: Китай — 74 %, Америка — 21 %, Евразия — 5 %. За год компанией было обработано 7,1 млн пластин, из них 67 % — 200 мм, остальные 300 мм.

## Производственные мощности
Производятся микросхемы с нормами 0,35 мкм — 40 нм.
Шанхай (мега-фаб):
- «S2» — завод использующий 300-мм пластины; 45—40 нм. Планируется перевод части мощностей на 28 нм.
- «S1» — три завода с 200-мм пластинами; 350—90 нм

2021: SMIC собирается построить в Шанхае новую фабрику SN1 по производству чипов на 300-мм пластинах. На этой производственной линии компания сможет выпускать до 35 000 пластин в месяц с соблюдением передовых техпроцессов ниже 14 нм. Потратить на предприятие планируется 12 млрд долл.
Пекин (мега-фаб):
- «B1» — Два завода с 300 мм пластинами; 130—28 нм[12][13]

Шэньчжэнь: SZ 200mm Fab.
Тяньцзинь: TJ 200mm Fab; 0.35-0.13 мкм
Также есть завод с 300-мм пластинами в Ухане. Принадлежит Wuhan Xinxin Semiconductor Manufacturing Corporation, находится под управлением SMIC.
Дополнительно у SMIC имеется завод по корпусированию и тестированию СБИС (Чэнду).

## Акционеры
Крупнейшими акционерами являются China Information and Communication Technology Group (15,03 % акций) и China Integrated Circuit Industry Investment Fund (7,8 %).